# Poseidon: Master of Atlantis
A Poseidon: Master of Atlantis a történelmi városépítőjáték-sorozat eleme, mely az ókori Görögországban játszódik. A játék a Zeus: Master of Olympus bővítménye, kiegészült az atlantiszi témával és két új istennel. Fejlesztője az Impressions Games, kiadta a Sierra Entertainment. Az Egyesült Államokban 2001 júniusában, a PAL rendszerű országokban 2001 augusztusában jelent meg.

## A játék menete
Az előző játékhoz hasonlóan a játékos utak és házak építésével kezdi el a játékot, majd az alapvető szükségleteket kell megteremtenie: ételt, vizet és az épületek karbantartóit. A játék folyamán a lakosság igénye egyre nagyobb lesz, további épületek építésére lesz szükség ahhoz, hogy a lakosság száma növekedjen. A játékban más városokkal lehet kereskedni, szövetségeseket lehet szerezni és az ellenségeket együtt lehet megtámadni a közös cél érdekében.

## Nehézségi szintek
Míg a legtöbb játékban két vagy három nehézségi fokozat van, mind a Zeus, mind a Poseidon öt szinten játszható, kezdő, halandó, hős, titán és olimpikon szinten. Minden szinten egyre kevesebb pénz áll rendelkezésre, és egyre nagyobb az esélye az istenek vagy más ellenségek támadásának.

## Fogadtatás
A játék 75 és 88 pont közötti értékelést kapott az értékelő weboldalakon.

## Fordítás
- Ez a szócikk részben vagy egészben  a   Poseidon: Master of Atlantis című angol Wikipédia-szócikk ezen változatának fordításán alapul.  Az eredeti cikk szerkesztőit annak laptörténete sorolja fel. Ez a jelzés csupán a megfogalmazás eredetét és a szerzői jogokat jelzi, nem szolgál a cikkben szereplő információk forrásmegjelöléseként.